# Warana
De warana of dwergschildpad (Lepidochelys olivacea) is een schildpad die behoort tot de familie zeeschildpadden (Cheloniidae).
Het is met een schildlengte van ongeveer 70 centimeter een van de kleinere soorten zeeschildpadden. De kleur van het schild is groen, de onderzijde van het lichaam is lichter. Opmerkelijk is het aantal hoornschilden op het rugpantser, dat kan variëren en bovendien kan het aantal schilden aan de linkerkant van het schild verschillen van het aantal aan de rechterzijde.
De schildpad komt rond de evenaar wereldwijd voor en zet de eieren af op alle continenten. De vrouwtjes komen vaak in grote groepen aan land om de eieren af te zetten. De warana leeft van kleine dieren zoals kreeftachtigen. Het is de enige zeeschildpad die niet bedreigd of sterk bedreigd is. Net als de andere soorten gaat de schildpad wel in aantal achteruit door toedoen van de mens.

## Naamgeving en taxonomie
De warana werd voor het eerst wetenschappelijk beschreven in 1829 door Johann Friedrich von Eschscholtz. Oorspronkelijk werd de naam Chelonia olivacea gebruikt, later werd de warana tot het geslacht het geslacht Lepidochelys gerekend, waartoe ook de Kemps schildpad behoort. Het geslacht Chelonia is tegenwoordig monotypisch en wordt alleen vertegenwoordigd door de soepschildpad (Chelonia mydas).
De wetenschappelijke geslachtsnaam Lepidochelys betekent vrij vertaald geschubde schildpad en is een samenstelling van Oudgrieks λεπίς (lepis), 'schub' en χέλυς (chelus), 'schildpad'. Deze naam slaat op de hoornschilden op het schild. Van alle zeeschildpadden heeft de warana het grootste aantal hoornschilden. De soortnaam olivacea betekent 'olijfkleurig' en heeft betrekking op de groene schildkleur.
De Nederlandstalige naam warana is een van de lokale namen die wordt gebruikt voor de schildpad, deze naam wordt gebruikt in Suriname en Frans-Guyana. Andere namen voor de schildpad zijn batali (Guyana), paslama (Nicaragua) en tortuga bestia (Mexico). De soort wordt ook wel Olive Ridley dwergschildpad genoemd, een verbastering van de Engelse naam.
In de Engelse taal wordt de naam 'olive ridley turtle' gebruikt. De naam 'ridley' wordt ook gebruikt voor de enige andere soort uit het geslacht Lepidochelys; Kemps schildpad. De herkomst van de naam ridley is onzeker, het is waarschijnlijk een oude lokale naam van de inwoners van de staat Florida. Ook is geopperd dat de naam ridley turtle afkomstig is van het woord 'riddle', dat raadsel betekent. Lange tijd werd gedacht dat de schildpad een bastaard was van andere soorten schildpadden, maar de oudersoorten werden nooit gevonden. Later bleken ze ook niet te bestaan aangezien de warana een aparte soort is.

## Verspreiding

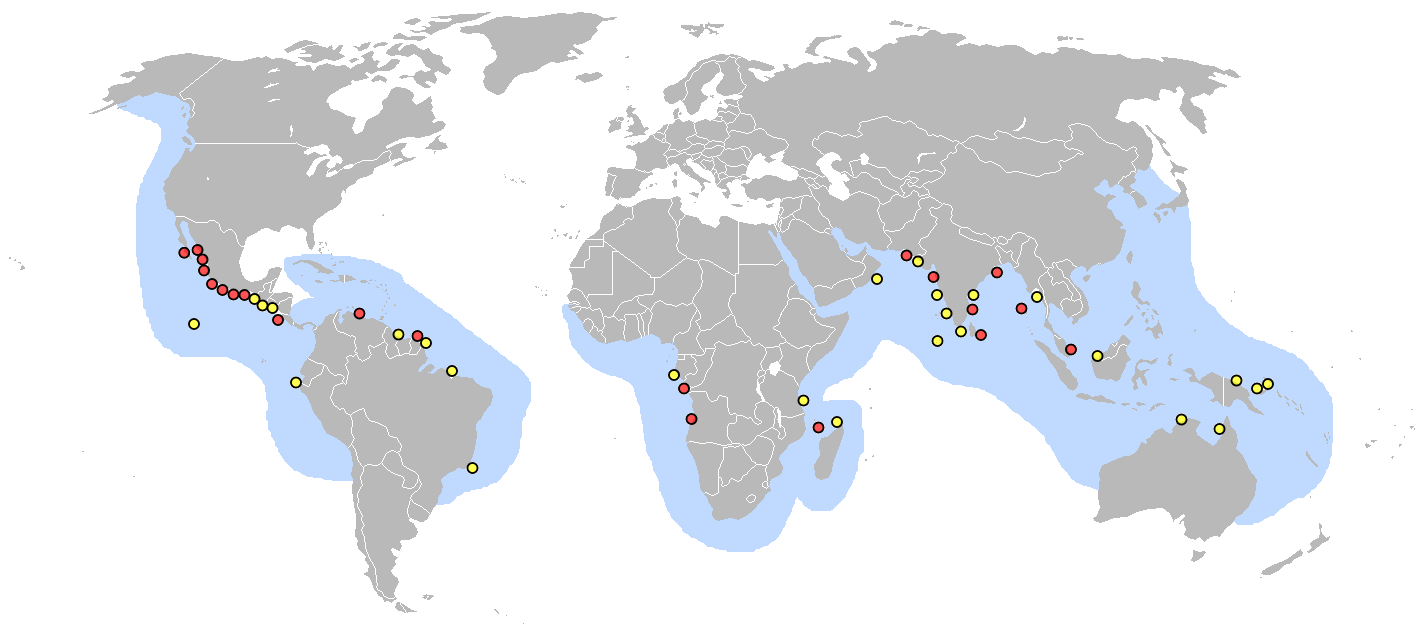
Verspreidingsgebied met neststranden, belangrijke stranden in het rood en secundaire afzetplaatsen in het geel.

De warana komt voor in tropische delen van de Grote Oceaan, de Atlantische Oceaan en de Indische Oceaan. De nestplaatsen zijn overal ter wereld gevonden, de schildpad zet de eieren af van westelijk Noord-Amerika tot de Caraïben en oostwaarts tot Afrika, delen van zuidelijk Azië en Australië. In Amerika komt de schildpad westelijk voor tot in Canada, maar hier en in de Verenigde Staten zijn geen nestplaatsen bekend. Deze zijn in Midden-Amerika en Zuid-Amerika te vinden, van Mexico tot Colombia. In Afrika komt de schildpad voor van grofweg Senegal in het westen tot het Arabisch Schiereiland in het oosten. In Azië is de soort overal te vinden, zuidelijk tot in Australië inclusief Nieuw-Caledonië. Langs de zuidkust van Australië komt de schildpad echter niet voor.
Een van de belangrijkste afzetplaatsen van de eieren van de schildpad is het strand van het Indiase Bhitarkanika National Park in Odisha. Naast India zijn met name nestlocaties in Mexico en Costa Rica belangrijk.
Het is een warmteminnende soort die tot een diepte van 150 meter kan duiken op zoek naar voedsel. De warana blijft meestal in de buurt van de kust maar kan net als de meeste andere zeeschildpadden op volle zee worden aangetroffen. De verwante Kemps schildpad blijft vaak langs de kust zwemmen. De warana kan grofweg worden aangetroffen in zeeën tussen 40 graden noorderbreedte en 40 graden zuiderbreedte. Voor de afzet van de eieren worden brede stranden gebruikt, vaak in de buurt van een riviermonding.
Zeeschildpadden spoelen soms aan op de kust van landen over de gehele wereld, inclusief België en Nederland. Zowel de soepschildpad, de lederschildpad, de onechte karetschildpad als Kemps schildpad zijn weleens op Nederlandse stranden aangespoeld of in Nederlandse kustwateren aangetroffen. Van de warana zijn ondanks het grote wereldwijde verspreidingsgebied echter nog nooit exemplaren beschreven in Nederland.

## Uiterlijke kenmerken

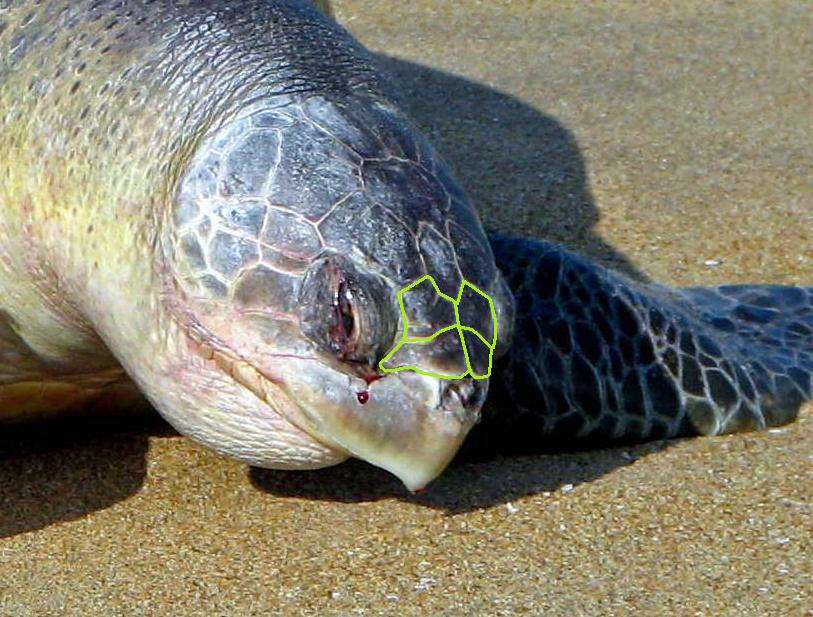
Detail van de kop, de prefrontale schubben zijn groen gemarkeerd.

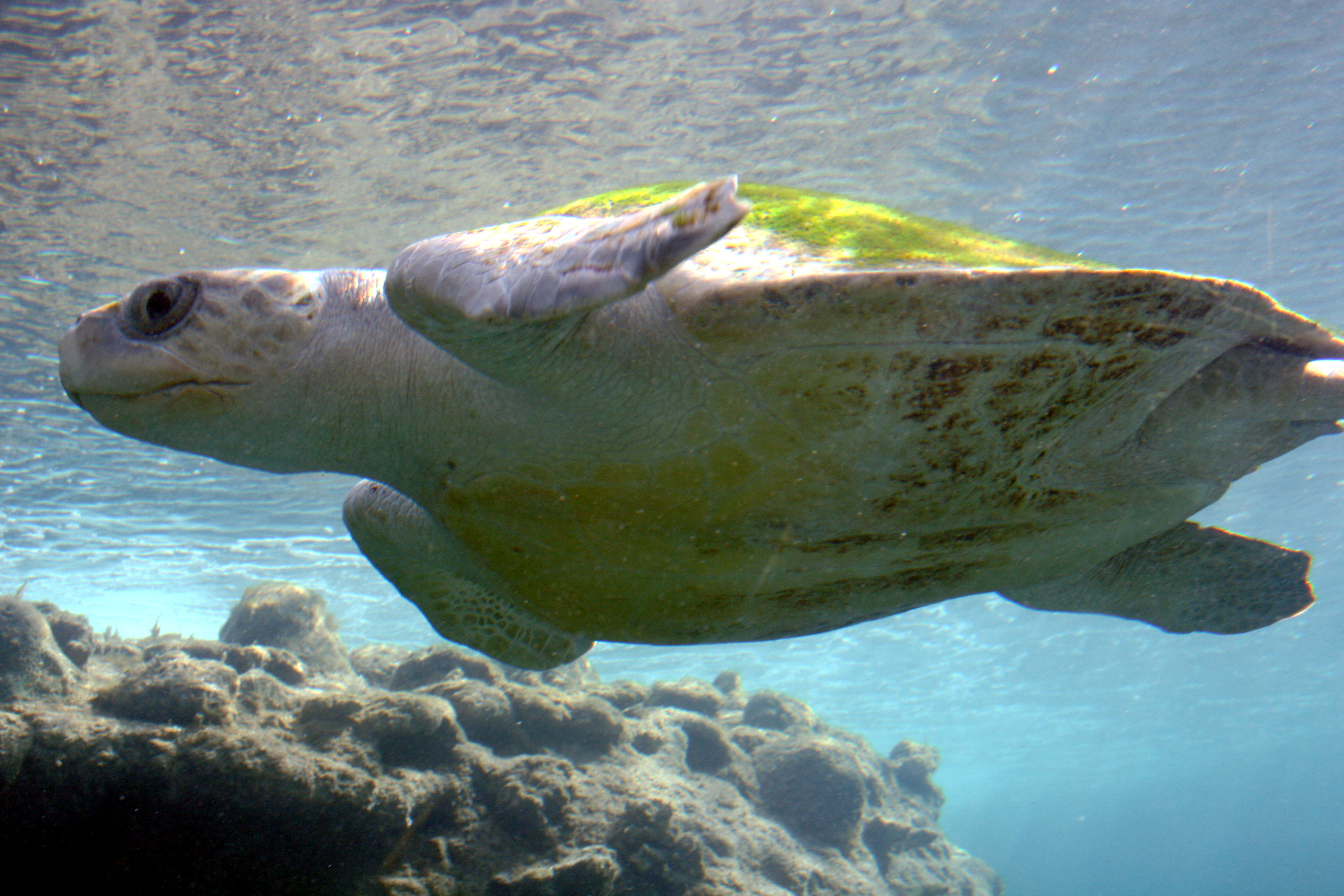
Zwemmende warana bij het eiland Réunion.

De warana is een relatief grote schildpad die een carapax- of schildlengte bereikt van ongeveer 60 tot 70 centimeter. De grootste exemplaren bereiken een schildlengte tot 73,5 centimeter. In vergelijking met andere zeeschildpadden echter is het de kleinste soort, de meeste cheloniden kunnen een schildlengte van ruim een meter bereiken. De warana kan een lichaamsgewicht bereiken van ongeveer 45 kilo. De lichaamskleur van heel jonge dieren is donkergrijs met een witte buik. Later wordt de kleur groen tot grijs, de buikzijde kleurt naar geel.
De kop van de warana is relatief klein en gedrongen, de kop is ook licht gebouwd en heeft geen krachtige kaakspieren zoals veel andere zeeschildpadden. De kop kan een breedte bereiken tot 13 centimeter, de kop van de sterk gelijkende Kemps schildpad wordt tot 15 cm breed. De ogen zijn duidelijk zichtbaar en hebben een oranjebruine iris. Aan de voorzijde van de kop zijn twee paar zogenaamde prefrontale schubben gelegen. Deze schubben zijn rechts weergegeven, andere zeeschildpadden hebben slechts een enkel paar prefrontalen waaraan ze te onderscheiden zijn.
Het schild van de warana is korter en breder dan de andere zeeschildpadden, inclusief de gelijkende Kemps schildpad. Het schild is koepelvormig en aan de bovenzijde afgeplat, van boven bezien is het schild enigszins hartvormig. Het schild van de warana heeft net als andere schildpadden hoornschilden die een karakteristieke vorm hebben. De hoornschilden bestaan uit een enkele rij grote schilden op het midden van het schild van voor naar achteren, dit zijn de vertebrale schilden. Aan weerszijden van de vertebralen zijn de costale schilden gelegen en rondom het schild is een rij van marginale schilden aanwezig, aan de schildrand. Bij de warana komen altijd 12 tot 14 marginaalschilden voor aan beide zijden van het schild. De meeste schildpadden hebben een vast aantal hoornschilden op het schild en zijn door het aantal en de vorm hiervan te herkennen.
De warana heeft echter een variabel aantal costale hoornschilden, meestal zijn dit er zes tot acht maar sommige exemplaren hebben er vijf of negen. Een ander opvallend kenmerk is dat het aantal hoornschilden niet altijd symmetrisch is, dit is helemaal uitzonderlijk bij schildpadden. Uit onderzoek blijkt dat de exemplaren uit het oosten van het verspreidingsgebied meestal meer schilden aan de linkerzijde van het schild hebben. In vergelijking met andere schildpadden is het schild vrij dun. Bij jonge exemplaren overlappen de schubben enigszins maar bij de volwassen dieren liggen de hoornschilden naast elkaar.
De warana heeft net als andere zeeschildpadden grote voorpoten die zijn omgebouwd tot flippers en dienen voor de voortstuwing bij het zwemmen. De voorpoten zijn lang en breed, net als bij andere zeeschildpadden zijn de vingers en tenen gedegenereerd en slechts zichtbaar als kleine klauwrestanten. De meeste zeeschildpadden hebben twee van dergelijke nagelachtige structuren aan de voorzijde van iedere poot. Bij de warana komen eveneens twee van dergelijke restanten voor, maar omdat bij volwassen exemplaren een van de twee meestal afvalt, lijkt het of ze slechts een enkele structuur hebben. Bij mannetjes is een van de klauwrestanten vergroot en sterk gekromd.
De achterpoten zijn veel korter maar ook veel breder dan de voorpoten. De achterpoten hebben een sturende functie bij het zwemmen en worden gebruikt als roer. Ook worden de achterpoten gebruikt bij het graven van het nest, de voorpoten zijn hiervoor niet geschikt.
De staart van de schildpad is vrij opvallend en heeft geen duidelijke functie meer. Mannetjes zijn gemakkelijk van vrouwtjes te onderscheiden doordat hun staart uitsteekt onder het rugschild en die van vrouwtjes onder het rugschild geborgen is. De staart is tevens een stuk dikker bij de mannetjes.
Door het grote aantal rugschilden is de warana alleen te verwarren met Kemps schildpad. Deze laatste soort heeft altijd 5 costale schilden op het schild en geen 5 tot 9 zoals de warana. Op basis van het aantal rugschilden alleen kunnen de soorten echter niet altijd uit elkaar worden gehouden. Kemps schildpad heeft daarnaast een sterker naar beneden gekromde, snavelachtige bek, die van een warana wijst meer naar voren.

## Voedsel en vijanden

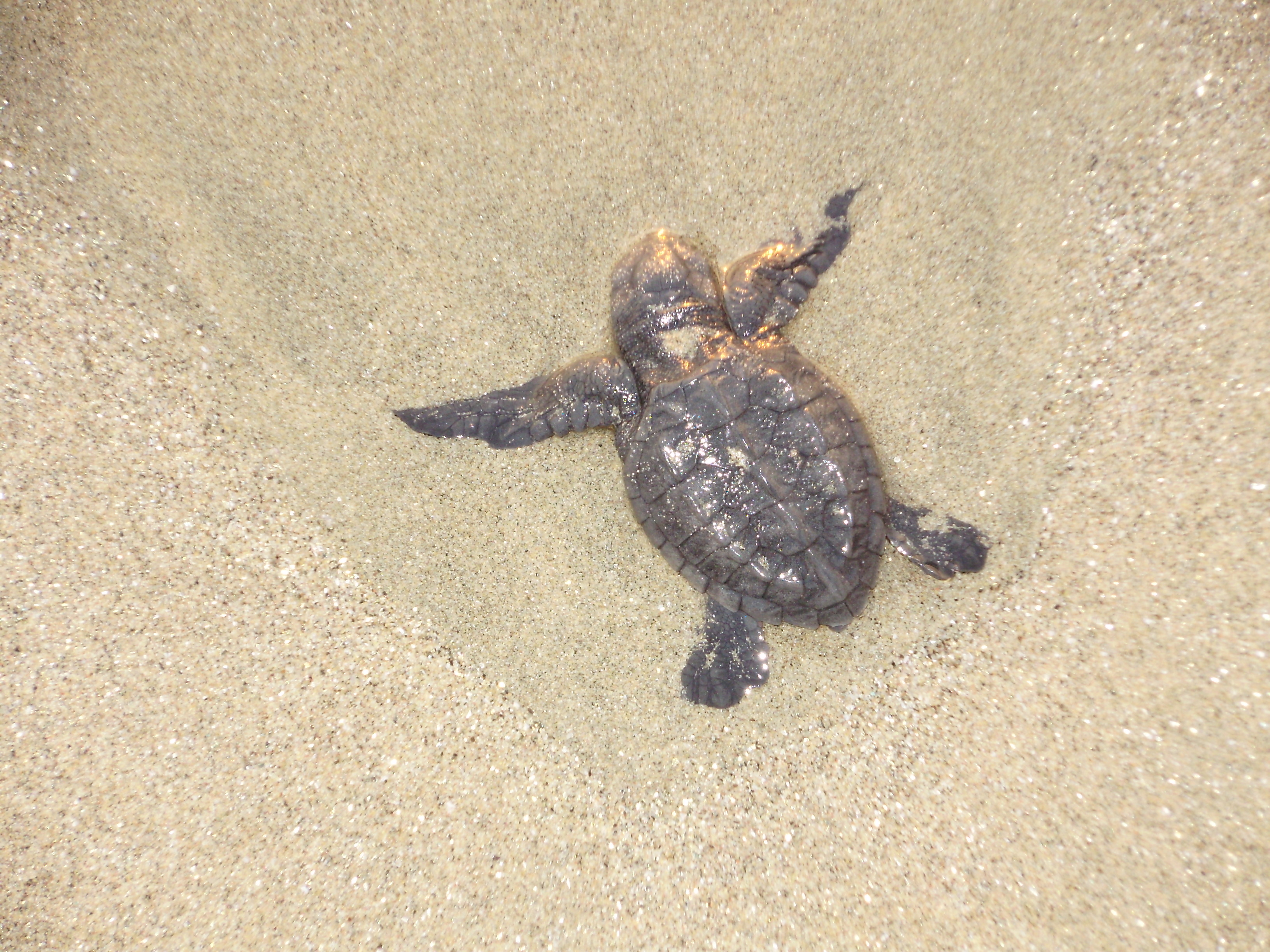
Babyschildpadden zijn kwetsbaar voor vijanden.

De warana heeft een relatief kleine en lichte kop in vergelijking met andere zeeschildpadden, ook zijn de kaakspieren kleiner. Er worden dan ook kleine prooidieren gegeten en de warana leeft voornamelijk van dierlijk materiaal, zoals tweekleppigen, garnalen, krabben, vis, kwallen en slakken. Bij een tekort aan dierlijke prooien kan de schildpad overschakelen op plantaardig voedsel zoals algen. Van de warana is bekend dat in gevangenschap kannibalisme wordt vertoond. Het voedsel wordt vaak gezocht in relatief ondiepe wateren, meestal met een zachte bodem. De schildpad kan tot 150 meter diep worden aangetroffen op zoek naar voedsel.
De juveniele dieren eten waarschijnlijk voornamelijk organismen die behoren tot het plankton. Er is niet veel bekend over hoe de jonge schildpadjes zich ontwikkelen, zij laten zich net als de juvenielen van andere zeeschildpadden meevoeren met drijvende planten waar ze tussen schuilen en hun voedsel vinden.
De vijanden van de schildpad zijn heel verschillend. De volwassen schildpad heeft door het grote en harde lichaam geen echte natuurlijke vijanden meer. Alleen verzwakte exemplaren zijn kwetsbaar voor aanvallen van grote roofdieren. Nestelende vrouwtjes worden soms aangevallen door landroofdieren. Een voorbeeld van een dergelijke vijand is de jaguar, die ook andere soorten zeeschildpadden aanvalt.
De vijanden van de eieren en de jonge dieren wijken af per werelddeel. In Noord- en Zuid-Amerika bijvoorbeeld worden de jonge schildpadden gegeten door opossums, terwijl in Azië andere dieren op de jongen en eieren jagen. De juveniele schildpadden vallen ten prooi aan een breed scala aan predatoren. Vooral tijdens de tocht van het strand naar de zee zijn ze kwetsbaar, ook in zee levende schildpadden worden gegeten door grote vissen, vogels zoals meeuwen en andere roofdieren. De eieren van de warana worden door verschillende dieren gegeten, zoals varkens, slangen en gravende roofdieren zoals ratten. Zelfs geleedpotigen zoals mieren en krabben kunnen een nest opsporen en volledig verwoesten. Als een vrouwtje tijdens het afzetten van de eieren wordt gestoord zal ze met haar voorpoten proberen de vijand te verjagen.

## Voortplanting

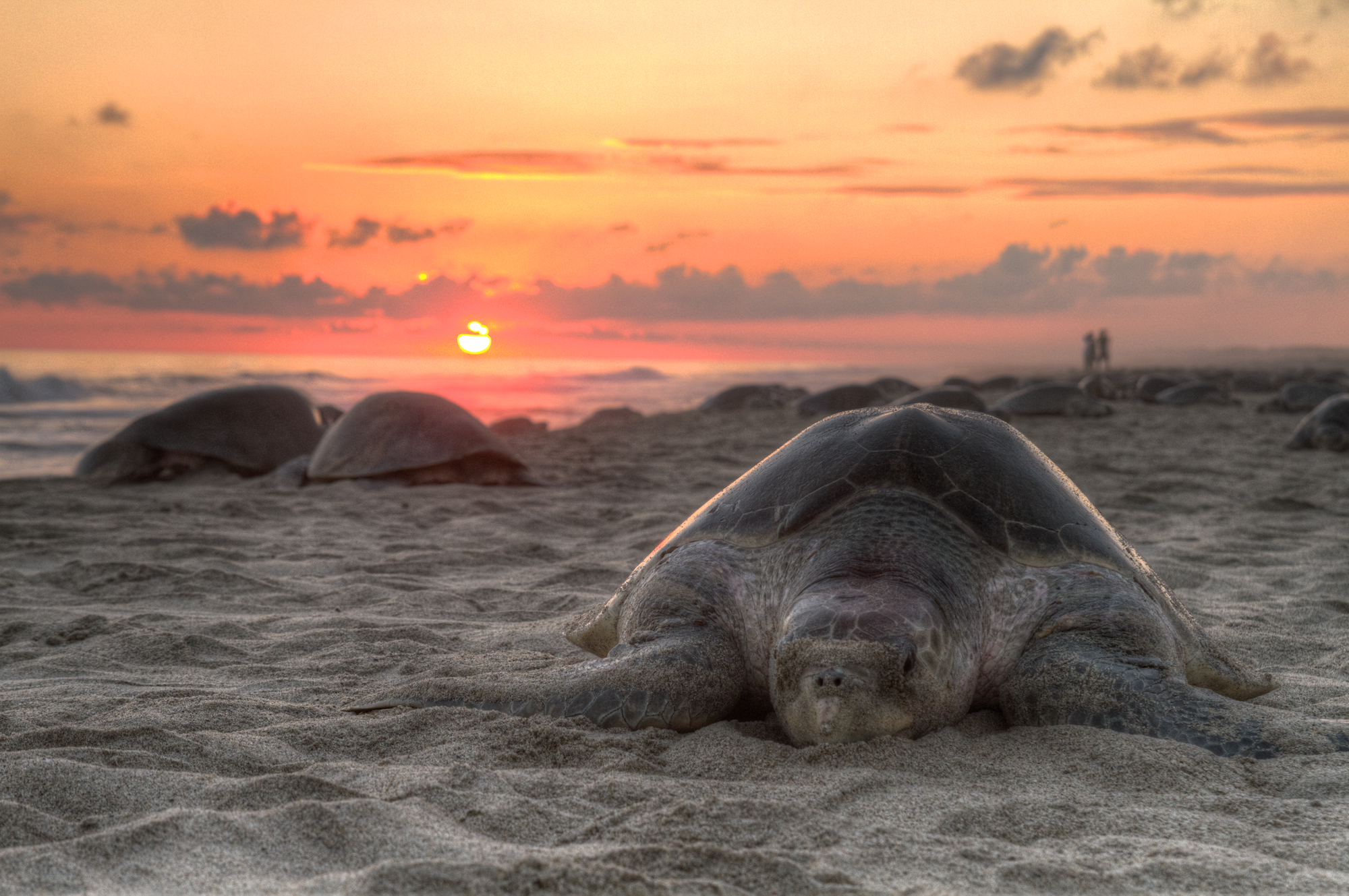
Vrouwtjes komen in groepen naar het strand voor de afzet van de eieren.

Zeeschildpadden leven hun gehele leven in zee, alleen om de eieren op het strand af te zetten komen de vrouwtjes aan land. De paring vindt plaats in de zee, vaak vlak bij het strand. De schildpadden zijn niet monogaam en de vrouwtjes paren met verschillende mannetjes. Het sperma van de mannetjes kan worden opgeslagen in het lichaam zodat het later kan worden gebruikt om de eieren te bevruchten. Vanwege het grote verspreidingsgebied worden iedere maand wel ergens op de wereld eieren afgezet, er is geen specifiek broedseizoen. De vrouwtjes zijn geslachtsrijp bij een schildlengte van ongeveer 60 centimeter. Ze zetten de eieren af op het strand waar ze zelf zijn geboren, waarschijnlijk kunnen ze het strand terugvinden op de geur.
Als de vrouwtjes naar de kust trekken zoeken ze elkaar op en vormen ze grote groepen. Er zijn wel meer zeeschildpadden die dat doen maar deze trekken naar een vaste locatie waar alle exemplaren naartoe komen, bij de warana wisselen de legplaatsen sterk maar zoeken ze elkaar wel op voor de eileg. De vrouwtjes komen hierdoor in grote aantallen tegelijkertijd op het strand wat een arribada wordt genoemd, dit is Mexicaans voor 'samenkomst'. Een van de grootste groepen ooit werd in 1968 waargenomen op het strand van de Mexicaanse plaats Escobilla, het aantal exemplaren werd geschat op 80.000. De warana gaat meestal 's nachts aan land, in tegenstelling tot de verwante Kemps schildpad, die in de regel overdag de eieren afzet. Het nest wordt gegraven op een afstand van ongeveer 50 meter van het water, het nest zelf is ongeveer 30 tot 55 centimeter diep. Een vrouwtje kan per jaar twee tot drie nesten maken.
De eieren zijn wit van kleur en rond van vorm en doen denken aan pingpongballen. Per nest worden ongeveer 110 tot 120 eieren afgezet. De vrouwtjes kunnen een strand geheel omploegen doordat ze zo massaal aan land komen om eieren af te zetten. Er wordt geschat dat op een enkel strand door 150.000 verschillende vrouwtjes kan worden bezocht. Hierbij graven ze soms per ongeluk elkaars nesten op. De ontwikkelingssnelheid van de embryo's is afhankelijk van de omgevingstemperatuur en ook het geslacht van de schildpadden is hiervan afhankelijk, schildpadden hebben geen geslachtschromosomen. De eieren komen na ongeveer 50 tot 60 dagen uit.
De eieren komen massaal uit, een groot deel van de jonge schildpadjes wordt binnen korte tijd opgegeten door vijanden. Voor veel soorten zeeschildpadden is het tegelijkertijd uitkomen van vele eieren een overlevingsstrategie. Er komen zoveel juvenielen tegelijk ter wereld, dat ze nooit allemaal opgegeten kunnen worden. Nadeel is dat niet alleen de eieren gesynchroniseerd uitkomen, maar ook vele predatoren zoals roofvissen en meeuwen ieder jaar precies weten wanneer de jacht op de jonge schildpadjes kan beginnen.

## Bedreigingen

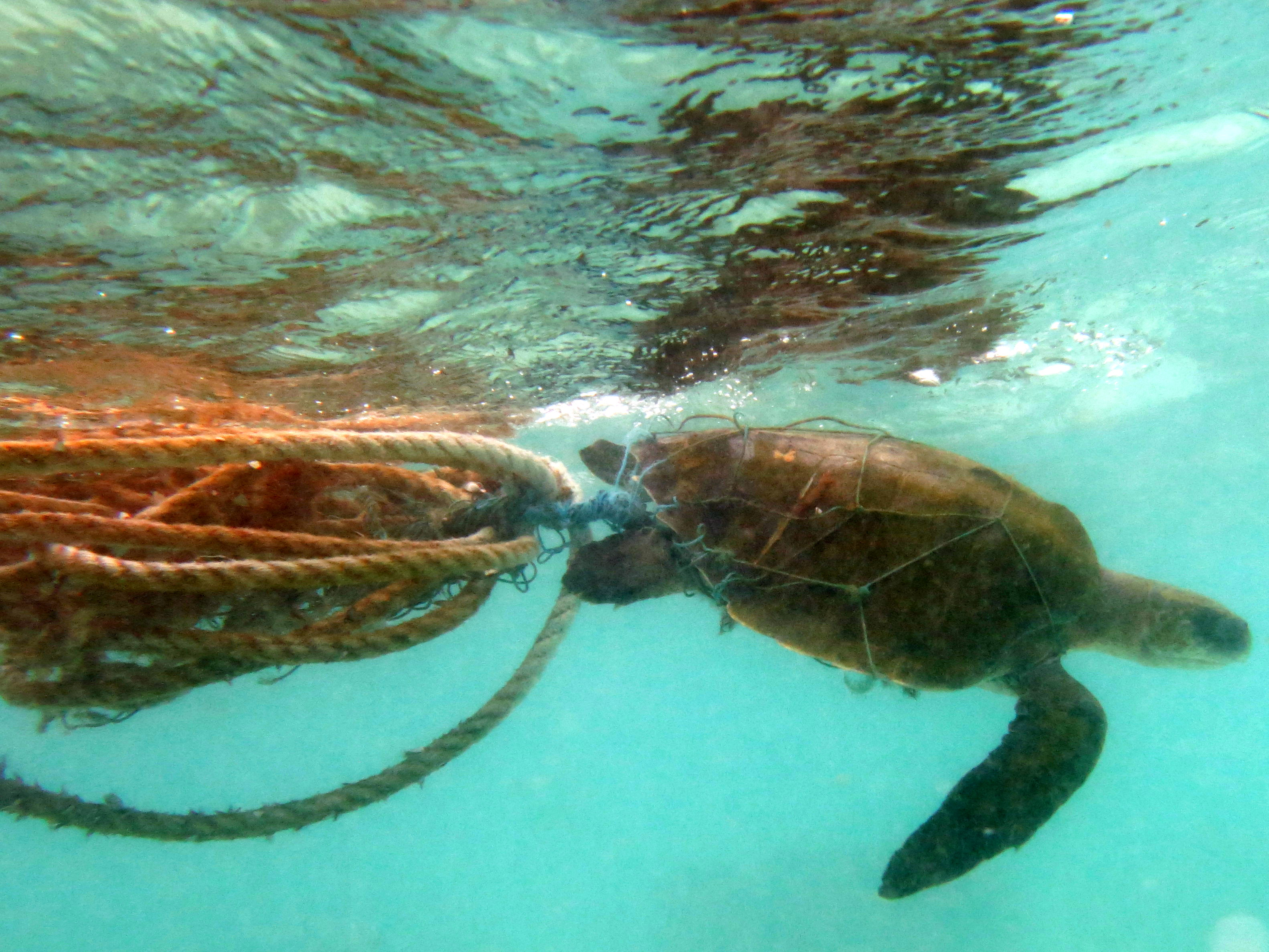
Een exemplaar is nabij de Maldiven verstrikt geraakt in een net.

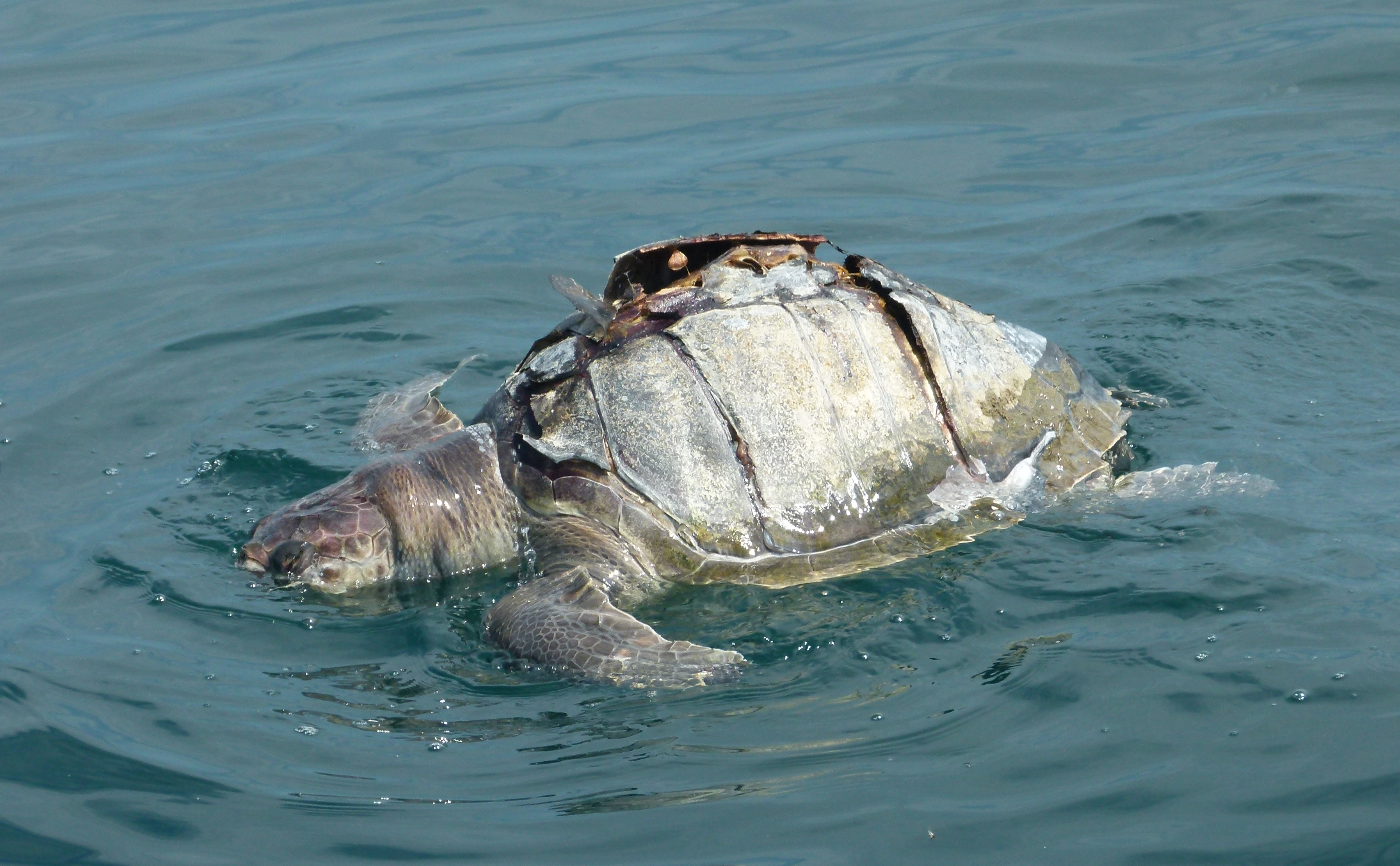
Een dood exemplaar drijft in zee. Gezien de zware beschadigingen is de schildpad waarschijnlijk gedood door een scheepsschroef.

De populatiegroottes van zeeschildpadden worden afgeleid van de aantallen nestgravende vrouwtjes. De juvenielen en mannetjes komen nooit aan land en worden niet geteld. Door de wisselende eierafzetplaatsen is de warana een relatief onbegrepen soort als het de aantallen in het wild betreft.
Tot in de vorige eeuw werden de eieren van de schildpad massaal geraapt voor consumptie en was er geen wetgeving om ze te beschermen. Tegenwoordig is de warana strikt beschermd. In sommige delen van het verspreidingsgebied worden de eieren legaal geraapt, zo mogen de inwoners van Costa Rica jaarlijks drie miljoen eieren rapen voor de verkoop. Ze mogen alleen de eieren rapen die het eerst worden afgezet op het strand. De vrouwtjes die later komen zijn vaak zo massaal dat dergelijke vroege nesten vaak door de schildpadden zelf abusievelijk worden opgegraven. Het aantal eieren dat in Costa Rica wordt afgezet maar niet wordt opgegraven door de mens wordt geschat op 27 miljoen.
De warana wordt door vissers gezien als een plaagsoort omdat de schildpad soms opduikt in vissersnetten. Deze zijn kostbaar en worden door het grote en zware lichaam van de schildpad vaak beschadigd. Om bijvangst van de schildpad te voorkomen zijn zogenaamde turtle excluder devices (TED's) ontwikkeld. Dit zijn een soort kleppen in de netten waardoor de schildpad kan ontsnappen terwijl de te vangen vissen in het net blijven.
Net als bij andere zeeschildpadden voorkomt worden er regelmatig met olie besmeurde dieren aangetroffen alsook exemplaren die in visnetten en plastic afval zijn verst(r)ikt of door boten zijn overvaren.